# Melinis nerviglumis
Melinis nerviglumis là một loài thực vật có hoa trong họ Hòa thảo. Loài này được (Franch.) Zizka mô tả khoa học đầu tiên năm 1988.

## Hình ảnh

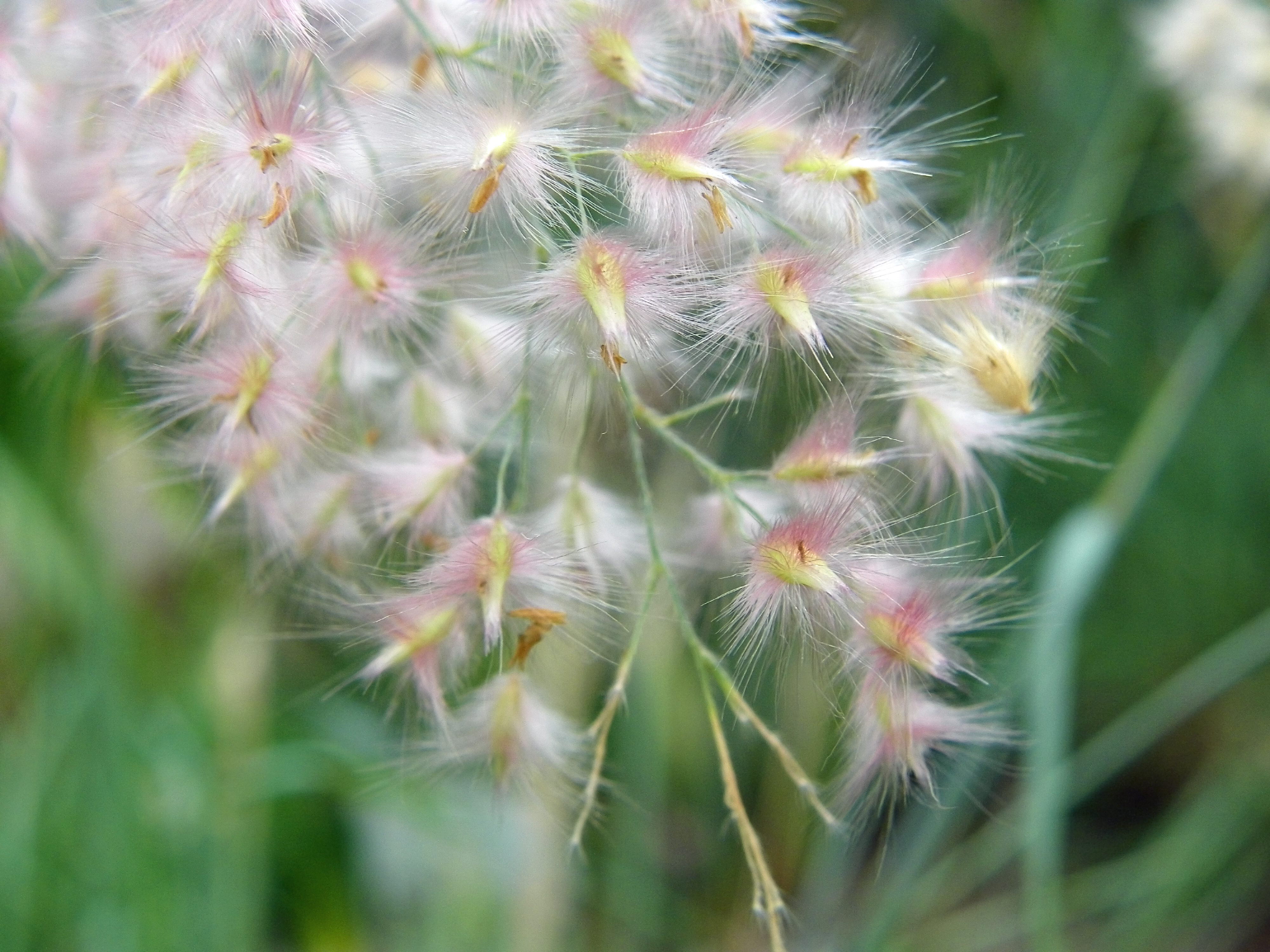
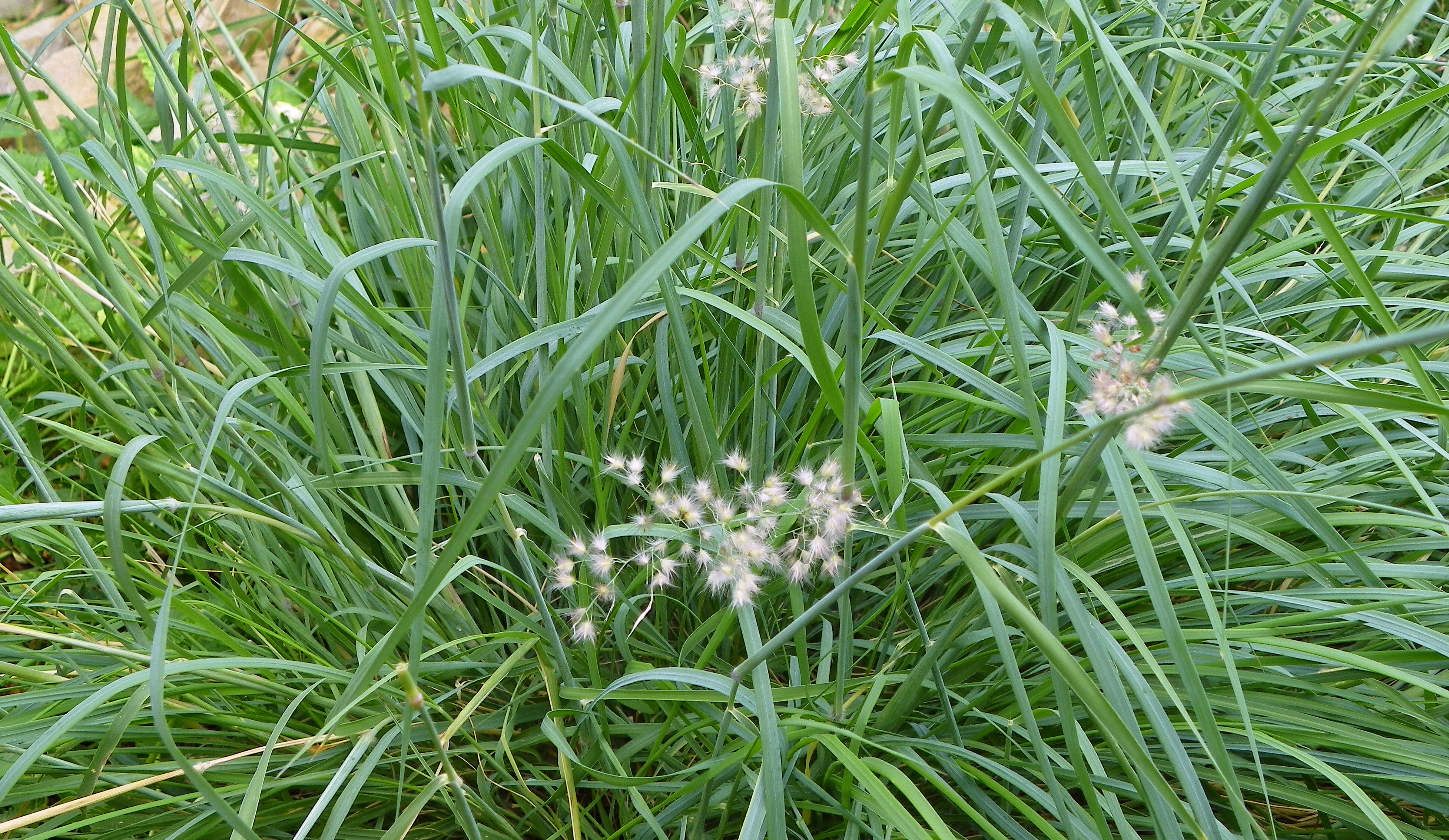
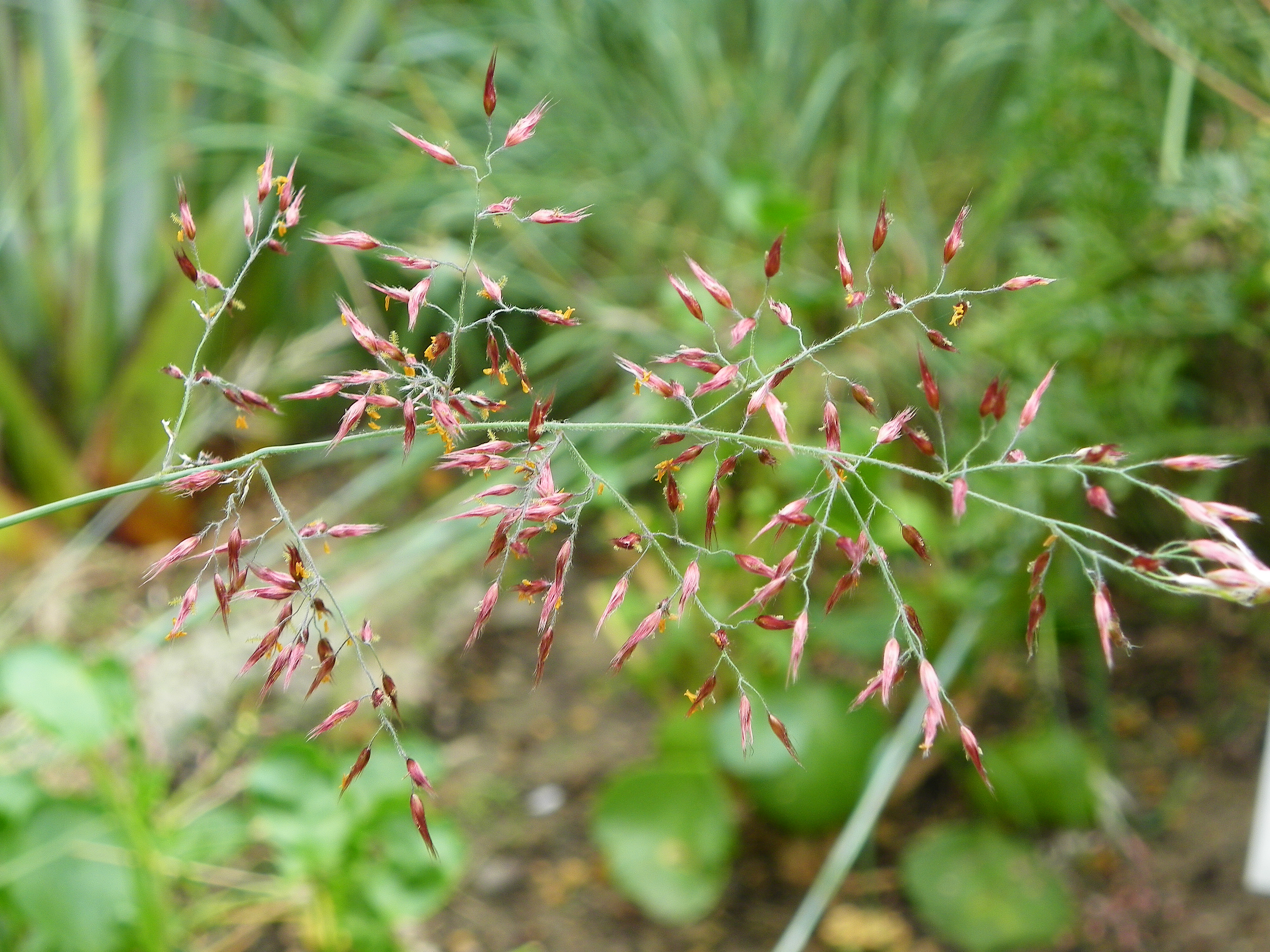
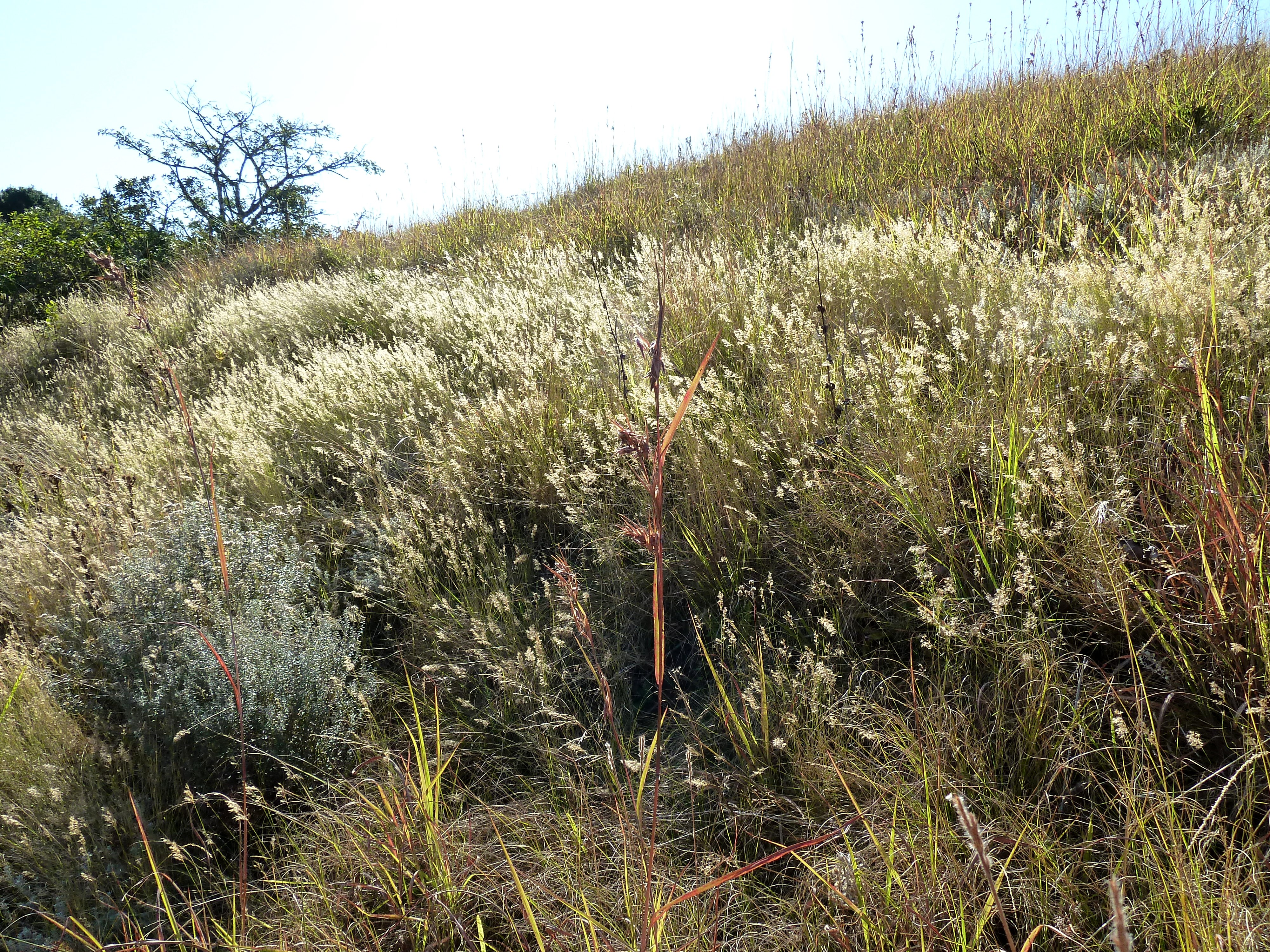